# 삼소 (칭호)
삼소(三少) 또는 삼고(三孤)는 소사(少师), 소부(少傅), 소보(少保)를 말하며 고대 중국과 동아시아의 관직으로 삼공과 같이 황제를 보좌하는 자문역이었다. 주나라에서 시작되었으며 삼공을 보좌하는 위치였다.